# Linepithema angulatum
Linepithema angulatum é uma espécie de formiga do gênero Linepithema.